# Малый Лев
Ма́лый Лев (лат. Leo Minor, LMi) — созвездие северного полушария неба. Занимает на небе площадь в 232 квадратных градуса, содержит 34 звезды, видимые невооружённым глазом. Наблюдается по всей территории России. Наилучшие условия видимости в марте—апреле.

## Примечательные объекты
В 2007 году в этом созвездии обнаружен внегалактический объект неизвестного типа. Он назван «объект Ханни» в честь первооткрывательницы — Ханни ван Аркел, которая нашла его, участвуя как волонтёр в проекте Galaxy Zoo.

## История
Новое созвездие. Авторство принадлежит Яну Гевелию, впервые поместившему его в свой небесный атлас «Уранография», опубликованный в 1690 году.
В Малом Льве нет звезды α, но есть β. Гевелий не давал обозначений звёздам в выделенных им созвездиях; для Малого Льва это сделал впоследствии Фрэнсис Бейли. Вторую по блеску звезду он, как и принято, назвал бетой, а самую яркую (46 LMi) по ошибке оставил без обозначения. Кроме β, никакие звёзды этого созвездия не обозначены греческими буквами. Но 46 Малого Льва иногда обозначают латинской буквой o. Это предложил Иоганн Боде в своей работе 1801 года.